# Dryptodon humilis
Dryptodon humilis là một loài Rêu trong họ Grimmiaceae. Loài này được (Mitt.) Ochyra & Żarnowiec mô tả khoa học đầu tiên năm 2003.